# Thomas Holding

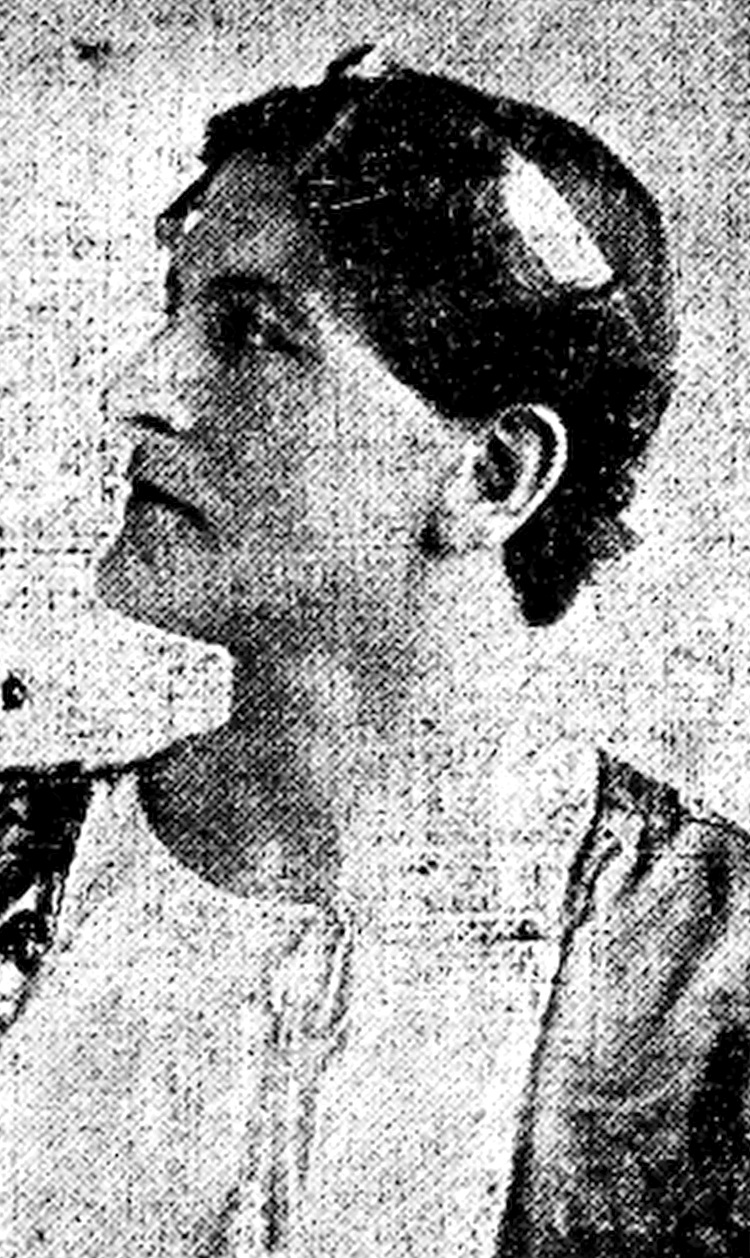
Thomas Holding, 1912

Thomas J. Holding (25 de janeiro de 1880 – 4 de maio de 1929) foi um ator de teatro e cinema britânico. Foi popular em filmes mudos durante os primeiros anos da Primeira Guerra Mundial. Ele nasceu em Londres, Inglaterra e faleceu em Nova Iorque, Estados Unidos.

## Filmografia selecionada
- The Eternal City (1915)
- Sold (1915)
- The White Pearl (1915)
- Bella Donna (1915)
- Lydia Gilmore (1915)
- The Spider (1916)
- The Moment Before (1916)
- Silks and Satins (1916)
- Redeeming Love (1916)
- The Great White Trail (1917)
- Daughter of Destiny (1917)
- One Week of Life (1919)
- The Peace of Roaring River (1919)
- The Lone Wolf's Daughter (1919)
- The Woman in His House (1920)
- Sacred and Profane Love (1921)
- Without Benefit of Clergy (1921)
- The Three Musketeers (1921)
- Rose o' the Sea (1922)
- The Courtship of Miles Standish (1923)
- The Untamed Lady (1926)